# Верхнерубежный
Верхнерубежный — хутор в Октябрьском районе Волгоградской области России, в составе Ильменского сельского поселения.
Население — 243 (2010)

## История
Дата основания не установлена. Согласно Списку населённых мест области войска Донского по первой всеобщей переписи населения Российской Империи 1897 года хутор Верхне-Рубеженский относился к юрту станицы Кобылянской Второго Донского округа области войска Донского, на хуторе проживало 85 душ мужского и 84 женского пола. К 1915 году в Верхне-Рубежном имелось 88 дворов, проживало 270 душ мужского и 292 женского пола
С 1909 года в хуторе была Успенская единоверческая церковь, перенесенная с хутора Верхне-Кибиревский. Богослужение осуществлял священник Макарий Обухов.
В 1920 году, как и другие населённые пункты Второго Донского округа, хутор был включён в состав Царицынской губернии. Хутор являлся административным центром Верхне-Рубеженского сельсовета. В 1928 году хутор включён в состав Нижне-Чирского района Сталинградского округа (округ упразднён в 1930 год) Нижне-Волжского края (с 1934 года — Сталинградского края, с 1936 года — Сталинградской области) В 1951 году в связи с упразднением Нижне-Чирского района передан в состав Ворошиловского района Сталинградской области (Октябрьского района Волгоградской области). В июне 1954 года Верхне-Рубеженский сельсовет упразднён, а хутор был включён в состав Ильменского сельсовета.

## География
Хутор расположен на западе Октябрьского района в пределах западной покатости Ергенинской возвышенности, относящейся к Восточно-Европейской равнине. Первоначально хутор располагался немного западнее современного места, ближе к реке Дон. В настоящее время хутор находится на восточном берегу Цимлянского водохранилища, на высоте около 40 метров над уровнем моря. Рельеф местности холмисто-равнинный, имеет значительный уклон по направлению к водохранилищу. Почвенный покров комплексный: распространены каштановые солонцеватые и солончаковые почвы и солонцы (автоморфные).
По автомобильным дорогам расстояние до областного центра города Волгограда (до центра города) составляет 220 км, до районного центра посёлка Октябрьский — 68 км, до административного центра сельского поселения хутора Ильмень-Суворовский — 5,6 км.
Часовой пояс
Верхнерубежный, как и вся Волгоградская область, находится в часовой зоне МСК (московское время). Смещение применяемого времени относительно UTC составляет +3:00.

## Население
Динамика численности населения по годам:
| 2002 |
| ---- |
| 261  |

| 1897 | 1915 | 2010 |
| ---- | ---- | ---- |
| 169  | ↗633 | ↘243 |